# Velušovce
Velušovce (in ungherese Velős) è un comune della Slovacchia facente parte del distretto di Topoľčany, nella regione di Nitra.